# Jack Oleck
Jack Oleck (14 mars 1914 - 10 mars 1981) est un scénariste de comics et romancier américain.

## Biographie
Jack Oleck naît le 14 mars 1914. Il écrit son premier scénario pour le comics Silver Strak publié en 1940 par Lev Gleason Publications. Durant la seconde guerre mondiale, il est incorporé dans l'armée et il quitte celle-ci à la fin du conflit avec le grade de sergent. En 1948, Il rejoint le studio de Jack Kirby et Joe Simon dont il est le beau-frère. Il y devient le scénariste principal et écrit pour des romance comics, des comics de guerre ou des policiers. Au début des années 1950, Jack Oleck est engagé par Al Feldstein, rédacteur en chef chez EC Comics. Là il écrit l'essentiel des histoires publiées dans le comics Crime Suspenstories mais il écrit aussi pour The Vault of Horror ou Weird Science-Fantasy. Lorsque EC abandonne les comics et essaie de publier une ligne de magazines illustrés il écrit des scénarios pour Crime Illustrated, Shock Illustrated et Terror Illustrated. Après l'échec de cette tentative EC ne publie plus que le magazine humoristique Mad et Oleck arrête d'écrire des scénarios de comics. Il devient en 1957 éditeur et rédacteur en chef du magazine Interior Decorator News où il reste jusqu'en 1969. Durant cette période Oleck écrit un roman historique Messaline qui sera réimprimé plusieurs fois.
En 1969, Lack Oleck revient aux comics e travaille pour DC Comics. Il signe des scénarios d'horreur (Forbidden Tales of Dark Mansion, House of Mystery, House of Secrets, Secrets of Sinister House, Tales of Ghost Castle, Weird Mystery Tales et Weird War Tales). Il écrit des scénarios aussi pour les comics de romance (Young Love (en) et Young Romance).
Dans les années 1970, Oleck écrit plusieurs romans fantastiques dont deux adaptations de films (Tales from the Crypt et The Vault of Horror).
Jack Oleck meurt le 10 mars 1981 à Massapequa dans l'état de New-York.

## Publications
- Messalina (Lyle Stuart, 1959)
- Theodora (Signet, 1971) : roman historique
- The Villagers (Lyle Stuart, 1971)
- Tales from the Crypt (Bantam, 1972), adaptation du film homonyme
- The Vault of Horror (Bantam, 1973), adaptation du film homonyme
- The House of Mystery (Warren Paperback, 1973), illustré par Bernie Wrightson
- Satan's Child (1978), illustré par Arthur Suydam
- The Rites of Spring (1982), illustré par Arthur Suydam